# Žebrák
Žebrák település Csehországban, a Berouni járásban. Žebrák Tlustice, Praskolesy, Záluží, Chlustina, Točník, Kotopeky, Drozdov és Hředle településekkel határos. Lakosainak száma 2242 fő (2024. január 1.).

## Népesség
A település lakosságának változását az alábbi diagram mutatja:
| Lakosok száma | 1872 | 1780 | 1714 | 1484 | 1934 | 1863 | 2182 | 2181 | 2139 | 2242 |
|               | 1869 | 1890 | 1921 | 1950 | 1980 | 2001 | 2017 | 2019 | 2022 | 2024 |